# 2103
Cette page concerne l'année 2103  du calendrier grégorien.
L’année 2103 est une année commune commençant un lundi.

## Autres calendriers
L’année 2103 du calendrier grégorien correspond aux dates suivantes :
- Calendrier hébraïque : 5863 / 5864 (le 1er tishri 5864 a lieu le 2 octobre 2103[1])
- Calendrier indien : 2024 / 2025 (le 1er chaitra 2025 a lieu le 22 mars 2103[1])
- Calendrier musulman : 1526 / 1527 (le 1er mouharram 1527 a lieu le 9 février 2103[1])
- Calendrier persan : 1481 / 1482 (le 1er farvardin 1482 a lieu le 21 mars 2103[1])
  - Jours juliens : 2 489 164,5 à 2 489 529,5[2],[1]